# Переходная область Солнца

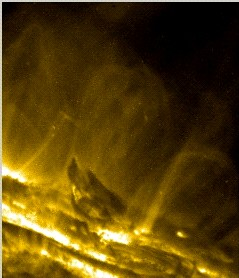
Изображение в области длин волн 19,5 нм, полученное аппаратом TRACE, на котором видна солнечная корона и тёмный протуберанец ниже центральной области. Переходная область видна как низкий яркий туман над поверхностью Солнца, а также, вероятно, как тонкий яркий нимб над протуберанцем. Крупные яркие структуры представляют собой магнитные петли в солнечной короне.

Переходная область Солнца (англ. Solar transition region) — область атмосферы Солнца между хромосферой и короной. Она доступна для наблюдения из космоса при использовании телескопов, позволяющих проводить наблюдения в ультрафиолетовом диапазоне. Исследование этой области важно, поскольку в ней происходит ряд несвязанных, но важных переходных процессов в атмосфере Солнца.
- Ниже этой области гравитация определяет форму структур в недрах Солнца, поэтому Солнце часто описывают в терминах слоёв и плоских структур (например, солнечные пятна). Выше формой структур управляют динамические силы, поэтому переходная область не является чётко очерченным слоем на фиксированной высоте.
- Ниже, большая часть гелия находится в состоянии частичной ионизации, поэтому испускание энергии происходит более эффективно. Над данной областью гелий становится полностью ионизованным. Это оказывает существенное влияние на равновесную температуру.
- Ниже данной области вещество непрозрачно в определённых цветах, связанных со спектральными линиями, поэтому большинство спектральных линий, формирующихся ниже переходной области, являются линиями поглощения в инфракрасном диапазоне, видимом диапазоне и ближнем ультрафиолете. Большая часть линий, формирующихся выше переходной области или в ней, являются эмиссионными линиями в далёком ультрафиолете или рентгеновском диапазоне. При этом лучистый перенос энергии существенно затруднён.
- Ниже данной области давление газа и проявления гидродинамики обычно управляют движением и формой структур. Выше переходной области магнитные силы управляют движением и формой структур. Сама по себе переходная область исследована не полностью, поскольку для моделирования требуются существенные затраты вычислительного времени. Также согласование уравнений Навье — Стокса с электродинамикой усложняет расчёты.

Ионизация гелия важна, поскольку этот процесс играет существенную роль в формировании солнечной короны. Если вещество Солнца оказывается достаточно холодным для того, чтобы гелий был только частично ионизован (то есть сохраняет один из двух электронов), то вещество достаточно эффективно охлаждается посредством излучения по типу абсолютно чёрного тела и в линиях лаймановского континуума. Такие условия соблюдаются в верхней части хромосферы, где равновесная температура составляет несколько десятков тысяч кельвинов.
При получении чуть большего количества тепла гелий становится полностью ионизованным, при этом он перестаёт создавать лаймановский континуум и излучает не так эффективно. Температура резко подскакивает до уровня примерно 1 миллиона кельвинов, чему и равна температура солнечной короны. Это явление называется температурной катастрофой и представляет собой фазовый переход, аналогичный переходу кипящей воды в пар. На самом деле, исследователи физики Солнца называют этот процесс испарением по аналогии с более известным процессом, касающимся воды. Если же количество теплоты, передаваемое веществу короны, немного уменьшить, то вещество будет очень быстро охлаждаться ниже температуры «катастрофы» до приблизительно ста тысяч кельвинов. Переходная область состоит из вещества с температурой вблизи температуры «катастрофы».
Переходная область видна в далёком ультрафиолете на изображениях, полученных аппаратом TRACE, в виде слабого нимба над тёмной (в дальнем УФ-диапазоне) поверхностью Солнца и короной. Также нимб окружает тёмные в дальнем УФ-диапазоне области, такие как протуберанцы, состоящие в основном из сконденсированного вещества, удерживаемого на высоте короны магнитным полем.